# Conveni de Zanjón

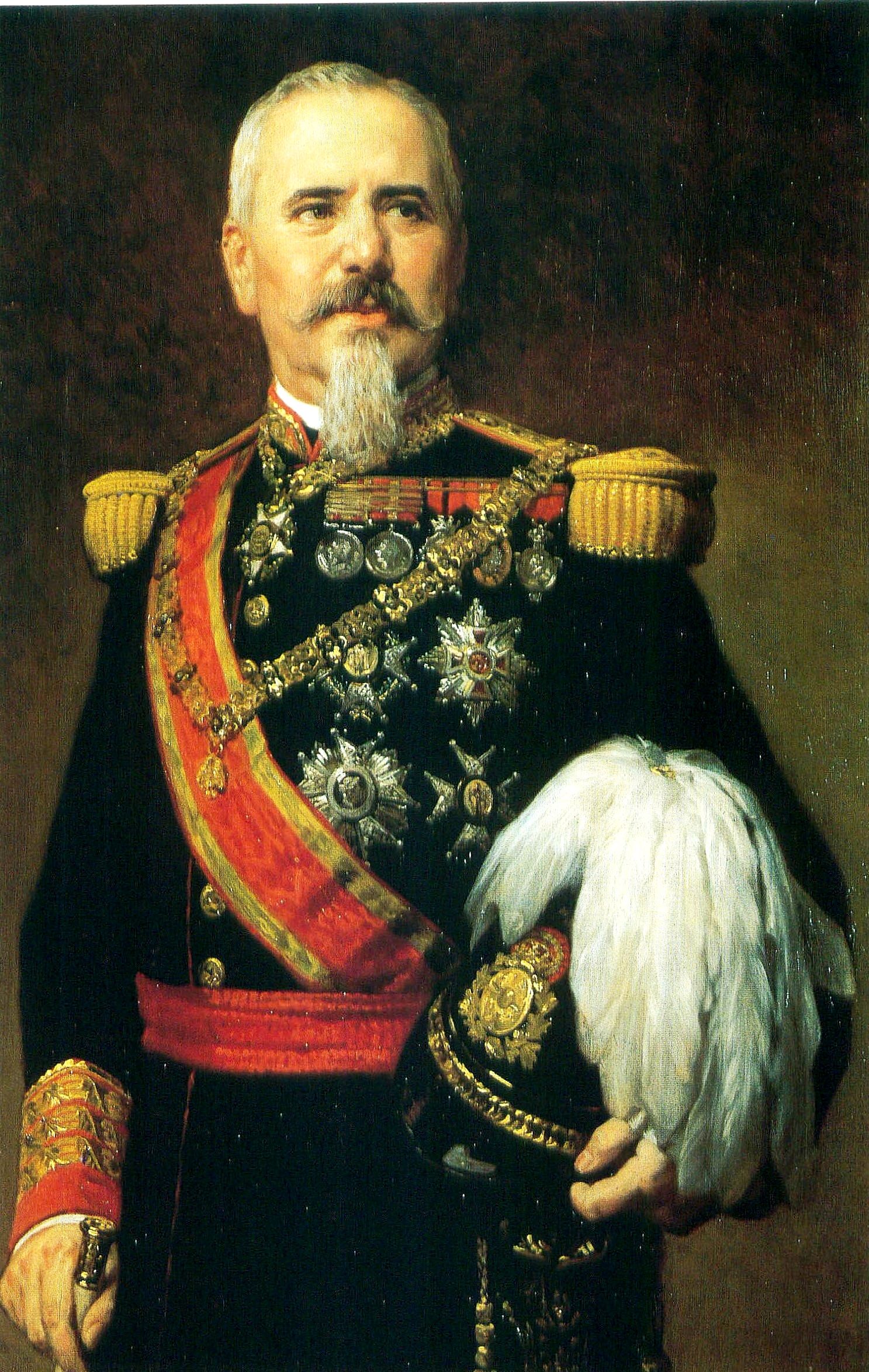
Arsenio Martínez-Campos figura principal per part espanyola de la signtura del Conveni de Zanjón

Conveni de Zanjón fou el Conveni o tractat que posà fi, el febrer de 1878, a la guerra sostinguda a Cuba contra Espanya.
El 1877 la insurrecció ja estava completament desmoralitzada, i molts capitosts separatistes discutien la conveniència d'un tractat de pau. S'obriren negociacions i es discutiren les bases ja convingudes pel general Martínez de Campos amb el Govern de Madrid. Les bases restaren estipulades en el Campament de Sant Agustí, jurisdicció de Puerto Príncipe, actual Camagüey, el 10 de febrer de 1878, i, aprovades per Martínez de Campos, es comunicaren es comunicaren des de Zanjón a totes les autoritats espanyoles. Per aquestes, s'establia el següent: concessió a l'illa de Cuba de les mateixes condicions polítiques, orgàniques i administratives de què gaudia l'illa de Puerto Rico; oblit del passat respecte dels delictes polítics comesos des del 1868; llibertat pels encausats o que es trobessin complint condemna i indult general als desertors espanyols; llibertat als esclaus i còlons asiàtics que es trobaven en les files insurrectes; que cap individu que en virtut de la capitulació restes sota l'acció del Govern espanyol, podria esser obligat a prestar cap servei de guerra mentre no es restablís la pau en tot el territori; que tot el que desitges marxar fora de l'illa restava facultat per fer-ho i se li proporcionarien per part del Govern d'Espanya els mitjans per aconseguir-ho; que la capitulació de cada força s'efectuaria en despoblat, on amb antelació es dipositarien les armes i altres elements de guerra; que el general en cap de l'Exèrcit espanyol, a fi de facilitar els mitjans perquè poguessin avenir-se els altres departaments, franquejaria totes les vies de mar i terra de què pogués disposar, i que es consideraria el pactat amb el Comitè del Centre com a general i sense restriccions particulars per a tots els departaments de l'illa que acceptessin les proposicions. Signava el document Emilio Loces, i Rafael Rodríguez, secretari.
Pocs dies després conferenciaren amb Martínez de Campos els generals manbises Vicente García González i Antonio Maceo, el qual declarà sense embuts que no es considerava obligat pel citat conveni. Maceo es posà d'acord amb Vicente García i procurà mantenir la guerra; però el 21 de maig el Govern insurrecte acordà dissoldre's, poc temps després capitularen les forces de Maceo amb els seus caps principals, el 7 de juny també s'entregaren la gent de Vicente García, i aquest s'embarcà rumb a Veneçuela. Havia rebut una compensació de 70.000 pesos en or i roba pels 300 homes armats i uns 200 de família que anaven a les seves ordres, i 40.000 duros, també en or, per a ell. Amb el fi de donar a aquesta donació caràcter honrós, Vicente García entregà a l'Estat uns terrenys seus que valien molt menys.